# Aeromagnetik
Aeromagnetik ist eine Methode der Aerogeophysik, die sich mit der Erfassung von Parametern des Erdmagnetfeldes durch das Überfliegen der Erdoberfläche befasst. Das Flugzeug zieht ein Magnetometer nach, dessen Daten digital aufgezeichnet werden.
Die Messungen könne  auf verschiedene Art angelegt werden:
- in Form von Messprofilen über geologisch interessanten Strukturen
- als sich kreuzende Profile, um auch flächenhaft verteilte Daten zu erhalten
- mäanderförmiges Abfliegen des Arbeitsgebietes
- Befliegung in verschiedenen Flughöhen, um die Analysen auch in die dritte Dimension (Tiefe) des Untergrundes erweitern zu können.

Die aeromagnetischen Messungen können die Horizontal-, Vertikal- oder Totalintensität des Magnetfeldes erfassen, woraus man die Existenz und Mächtigkeit magnetisierter Gesteine anhand ihrer Suszeptibilität erschließen kann. Neben der Erforschung der Erdkruste (Magnetische Landesaufnahme) dienen sie auch für die Suche (Exploration) nach gewissen Lagerstätten.